# Мартин, Брэд
Брэд Мартин (англ. Brad Martin, род. 12 августа 1986 года, Гамильтон, Онтарио, Канада) — канадский сноубордист, участник Олимпийских игр 2006, 2010 и 2014 годов. Бронзовый призёр чемпионата мира 2007 года в хафпайпе.

## Биография
В 16 месяцев Брэда Мартина впервые поставили на лыжи, а с 8 лет он стал заниматься сноубордом. Его отец и брат катались на скейтборде и сноуборде. В свободное время любит поваляться на пляже.

## Спортивная карьера
Бред Мартин дебютировал на кубке мира в сезоне 2003/2004 года, выступив на этапе в Уистлере (Канада). Он пять раз становился призёром этапов кубка мира. Первый раз подиум покорился Мартину в Уистлере в сезоне 2005/2006, а в феврале 2008 года он праздновал первую победу.
Три года подряд, в 2007, 2008 и 2009 году, становился чемпионом Канады в хафпайпе. Пять раз принимал участие в чемпионатах мира по сноуборду. В 2005 году он стал восьмым в дисциплине биг-эйр, в 2007 году завоевал бронзовую медаль в хафпайпе, в 2009 — стал 19-м в хафпайпе и 30-м в биг-эйр, в 2011 — 11-м в хафпайпе, в 2013 — 10-м в хафпайпе. На Олимпийских играх Брэд Мартин дебютировал в 2006 году, где стал 16-м. На домашней Олимпиаде Мартин стал 27-м.
Завершил карьеру в 2015 году.